# قرن الدهور (مناخة)

تعديل مصدري - تعديل

قرن الدهور هي إحدى قرى عزلة هوزان بمديرية مناخة التابعة لمحافظة صنعاء، بلغ تعداد سكانها 251 نسمة حسب تعداد اليمن لعام 2004.